# キキア
キキア（Kikkia、生没年未詳）は、初期アッシリア時代のアッシリアの王。この時期のアッシリア王について具体的なことはほとんどわかっておらず、彼も例外ではない。
スリリの跡を継いでアッシリア王となった。中アッシリア王国時代の王アッシュル・リム・ニシェシュの碑文では初めてアッシュル市の城壁を造営した王として称えられている。だがそれが史実であるのかどうか確認はされていない。死後アキアが王位を継いだ。先王、次王との間の関係が王名表に記されておらず、血縁関係であったのかわかっていない。